# Яктация
Яктация — произвольное ритмическое стереотипное раскачивание туловищем или головой, наблюдаемое преимущественно перед засыпанием или после пробуждения у детей раннего возраста. Как правило, раскачивание сопровождается чувством удовольствия, а попытки окружающих помешать ему вызывают недовольство и плач.